# عمرو جنيات
عمرو جنيات (ولد في 15 يناير 1993 في حمص، سوريا) لاعب كرة قدم دولي سوري يجيد اللعب في مركز الجناح الأيسر وبدرجة أقل الظهير الأيسر والجناح الأيمن. يلعب حاليا لصالح الكرامة الذي ينافس في الدوري السوري الممتاز منذ 31 يوليو 2022.

## المسيرة الرياضية

### الأندية
نشأ في نادي الكرامة السوري. في 1 يوليو 2011 تم تصعيده للفريق الأول في الدوري السوري الممتاز. في موسمه الأول 2011-2012 وفي بطولة الدوري ساهم في احتلال فريقه المركز الثاني في المجموعة الثاني برصيد 14 نقطة من 7 مباريات فتأهل إلى دوري البطولة الثماني حيث انسحب من الدوري بسبب الأحداث التي تشهدها البلاد.
في 1 يناير 2013 انتقل جنيات من الكرامة إلى المحافظة بالإعارة لمدة موسم واحد. في موسمه الأول 2012-2013 وفي بطولة الدوري ساهم جنيات في احتلال المحافظة المركز الثالث في المجموعة الأولى برصيد 27 نقطة من 14 مباراة بفارق 3 نقاط عن صاحب المركز الثاني المؤهل إلى الدوري الرباعي لتحديد البطل. انتهت الإعارة في 30 يونيو 2013.
في موسمه الثاني مع الكرامة 2013-2014 وفي بطولة الدوري ساهم في احتلال الكرامة المركز الرابع برصيد 24 نقطة من 16 مباراة بفارق نقطتين عن صاحب المركز الثالث المؤهل إلى الدوري السداسي لتحديد البطل.
في 20 أغسطس 2014 انتقل جنيات من الكرامة إلى الشباب العماني في صفقة انتقال حر. في موسمه الأول 2014-2015 وفي بطولة الدوري ساهم في احتلال الشباب المركز العاشر برصيد 32 نقطة من 26 مباراة بفارق نقطة واحدة عن منطقة الهبوط. وفي بطولة كأس السلطان خرج الشباب من مباراته الأولى عندما خسر من صور 0-1 في الدور32. وفي بطولة كأس المحترفين العماني ساهم في احتلال فريقه المركز الثاني في المجموعة الثالثة برصيد 7 نقاط من 6 مباريات وبالتالي تأهل إلى الدور الربع النهائي حيث تغلب على السيب 8-7 بركلات الترجيح ثم خسر من فنجاء 0-1 في الدور النصف النهائي.
في موسمه الثاني 2015-2016 وفي بطولة الدوري ساهم جنيات في احتلال الشباب المركز التاسع برصيد 31 نقطة بفارق نقطتين عن منطقة الهبوط. وفي بطولة كأس السلطان ساهم في وصول فريقه إلى الدور الثمن النهائي عندما خسر من صحم 5-7 بركلات الترجيح. وفي بطولة كأس المحترفين العماني احتل الشباب المركز الرابع الأخير في الثانية برصيد 6 نقاط من 6 مباريات وبالتالي فشل في التأهل إلى الدور الربع النهائي.
في موسمه الثالث 2016-2017 وفي بطولة الدوري ساهم جنيات في احتلال الشباب المركز الثاني برصيد 48 نقطة بفارق 3 نقاط عن البطل ظفار. وفي بطولة كأس السلطان ساهم في وصول فريقه إلى الدور الثمن النهائي عندما خسر من السلام 1-4. وفي بطولة كأس المحترفين العماني ساهم في وصول فريقه إلى الدور الربع النهائي عندما خسر من النصر 0-1.
في 1 يوليو 2017 انتقل جنيات من الشباب إلى ظفار العماني في صفقة انتقال حر. في موسمه الأول 2017-2018 وفي كأس السوبر العماني ساهم جنيات في تتويج ظفار بالبطولة بعدما تغلب على السويق 2-1 ليحقق جنيات أولى بطولاته الشخصية. وفي بطولة الدوري ساهم في احتلال فريقه المركز السادس برصيد 33 نقطة بفارق 30 نقطة عن البطل السويق. وفي بطولة كأس السلطان خرج ظفار من مباراته الأولى عندما خسر من صحم 4-5 بركلات الترجيح في الدور32. وفي بطولة كأس المحترفين العماني ساهم في وصول فريقه إلى الدور النصف النهائي عندما خسر من النهضة 3-4. وفي بطولة كأس الاتحاد الآسيوي ساهم في احتلال فريقه المركز الثاني في المجموعة الثالث برصيد 8 نقاط من 6 مباريات وبالتالي فشل في التأهل إلى الدور الربع النهائي.
في 1 يوليو 2018 انتقل جنيات من ظفار إلى الشباب العماني في صفقة انتقال حر. في موسمه الأول 2018-2019 وموسمه الرابع في المجموع وفي بطولة الدوري ساهم جنيات في احتلال الشباب المركز الثاني عشر برصيد 24 نقطة بفارق 3 نقاط عن منطقة الأمان وبالتالي الهبوط إلى الدرجة الثانية. وفي بطولة كأس السلطان خرج الشباب من مباراته الأولى عندما خسر من بدية 0-1 في الدور32. وفي بطولة كأس المحترفين العماني ساهم في وصول فريقه إلى المباراة النهائية عندما خسر من ظفار 1-2. وفي بطولة كأس العرب للأندية الأبطال خرج الشباب من مباراته الأولى عندما خسر من الهلال السعودي 0-1 في الدور32.
في 1 أغسطس 2019 انتقل جنيات من الشباب إلى الوحدة السوري في صفقة انتقال حر. في خلال نصف موسمه الأول 2019-2020 وفي بطولة الدوري ساهم في جمع الوحدة 22 نقطة من 12 مباراة.
في 30 يناير 2020 انتقل جنيات من الوحدة إلى مسيمير القطري في صفقة انتقال حر. في موسمه الأول 2019-2020 وفي بطولة دوري الدرجة الثانية ساهم في احتلال فريقه المركز الخامس برصيد 26 نقطة من 18 مباراة بفارق 5 نقاط عن صاحب المركز الثاني المؤهل للصعود إلى دوري المحترفين. وفي بطولة كأس أمير قطر خسر مسيمير من الريان 0-4 في الدور الثمن النهائي.
في موسمه الثاني 2020-2021 وفي بطولة الدوري ساهم جنيات في حصد مسيمير 3 نقاط من 4 مباريات.
في 16 سبتمبر 2020 انتقل جنيات من مسيمير إلى الكرامة السوري في صفقة انتقال حر. في موسمه الأول 2020-2021 ساهم في احتلال فريقه المركز الثالث برصيد 52 نقطة بفارق 5 نقاط عن صاحب المركز الثاني المؤهل إلى البطولات القارية. وفي بطولة كأس سوريا ساهم في وصول فريقه إلى الدور النصف النهائي عندما خسر من جبلة 1-2.
في 14 مايو 2021 انتقل جنيات من الكرامة إلى العهد اللبناني في صفقة انتقال حر. في موسمه الأول 2020-2021 وفي بطولة كأس الاتحاد الآسيوي ساهم في تصدر فريقه المجموعة الأولى برصيد 4 نقاط من مباراتين ليتأهل إلى الدور الربع النهائي.
في 12 أغسطس 2021 انتقل جنيات من العهد إلى الكرامة السوري في صفقة انتقال حر. في نصف موسمه الأول 2021-2022 وفي بطولة الدوري ساهم في حصد الكرامة 13 نقطة في 9 مباريات ليحتل المركز الخامس.
في 7 يناير 2022 انتقل جنيات من الكرامة إلى المنامة البحريني في صفقة انتقال حر.

### المنتخبات
شارك جنيات مع منتخب سوريا تحت 23 سنة في بطولة بطولة آسيا تحت 23 سنة لكرة القدم 2016 حيث ساهم في فوز بلاده على الصين والخسارة من إيران وقطر ليحتل في نهاية المطاف المركز الثالث برصيد 3 نقاط وليفشل في الصعود إلى الدور الربع النهائي.
في 6 فبراير 2013 شارك جنيات في أول مباراة دولية مع منتخب سوريا وكانت أمام عمان في تصفيات كأس آسيا 2015 حيث انتهت بالخسارة 0-1. ثم شارك جنيات في مباراة أخرى في التصفيات وكانت أمام الأردن التي انتهت بالتعادل 1-1 ليحتل سوريا المركز الثالث برصيد 4 نقاط من 6 مباريات ليفشل في التأهل إلى النهائيات.
في تصفيات كأس العالم 2018 – آسيا المرحلة الثانية لعب جنيات 7 مباريات ليساهم في احتلال سوريا المركز الثاني برصيد 18 نقطة من 8 مباريات ليتأهل إلى الدور التالي. في المرحلة الثالثة لعب 3 مباريات حيث ساهم في الفوز على قطر والتعادل مع إيران والصين ليحتل سوريا المركز الثالث برصيد 13 نقطة من 10 مباريات ليتأهل إلى الدور التالي. في المرحلة الرابعة الملحق الآسيوي لعب جنيات المباراتين حيث خسر سوريا من أستراليا 2-3 في مجموع المباراتين في الوقت الإضافي.
تم استدعاء جنيات للمشاركة مع سوريا في كأس آسيا 2019 حيث ساهم في تعادل سوريا مع فلسطين ثم الخسارة من الأردن وأستراليا ليحتل سوريا المركز الرابع الأخير برصيد نقطة واحدة وليفشل في التأهل إلى الدور الثمن النهائي.
تم استدعاء جنيات للمشاركة في بطولة بطولة اتحاد غرب آسيا لكرة القدم 2019 حيث لعب جميع المباريات الأربع ليساهم في احتلال سوريا المركز الخامس الأخير برصيد نقطتين من 4 مباريات وليفشل في التأهل إلى المباراة النهائية.
في تصفيات كأس العالم 2022 – آسيا الجولة الثانية لعب جنيات 5 مباريات حيث ساهم في فوز سوريا على الفلبين مرتين والصين وغوام والمالديف ليحتل سوريا المركز الأول في المجموعة الأولى برصيد 21 نقطة من 8 مباريات وليتأهل إلى الدور التالي.
تم استدعاء جنيات ضمن قائمة سوريا المشاركة في بطولة كأس العرب 2021. لعب جنيات المباريات الثلاث حيث ساهم في فوز بلاده على تونس والخسارة من الإمارات وموريتانيا ليحتل المركز الثالث برصيد 3 نقاط وليفشل في الصعود إلى الدور الربع النهائي.

## الحياة الشخصية
عمرو جنيات هو الشقيق الأصغر لعاطف جنيات.

## إحصائيات رياضية

### المنتخبات
التسجيل والنتيجة حسب سوريا أولا ويشير عمود التسجيل إلى النتيجة بعد كل هدف من أهداف جنيات.
| الرقم. | التاريخ       | الملعب                                 | الخصم    | التسجيل | النتيجة | المنافسة | المصدر |
| ------ | ------------- | -------------------------------------- | -------- | ------- | ------- | -------- | ------ |
| 1      | 9 نوفمبر 2016 | ملعب توانكو عبد الرحمن، باروي، ماليزيا | سنغافورة | 1–0     | 2–0     | ودية     |        |

## روابط خارجية
- عمرو جنيات على موقع قاعدة بيانات كرة القدم.إي يو (الإنجليزية)
- عمرو جنيات على موقع ناشيونال فوتبول تيمز (الإنجليزية)
- عمرو جنيات على موقع Soccerway.com (الإنجليزية)
- عمرو جنيات على موقع كووورة